# Inocêncio Oliveira
Inocêncio Gomes de Oliveira GOMM (Serra Talhada, 21 de outubro de 1938) é um médico e político brasileiro filiado ao Partido Liberal (PL). Foi deputado federal por Pernambuco por dez mandatos consecutivos, tendo chegado à presidência da Câmara dos Deputados em fevereiro de 1993, cargo que exerceu até fevereiro de 1995.

## Juventude e formação
Filho de Vicente Inácio de Oliveira e Maria do Socorro Andrada. Casado com Ana Elize Nogueira e tiveram desta união quatro filhos. Irmão do ex-prefeito de Serra Talhada, Sebastião Andrada Oliveira, mais conhecido como Tião Oliveira. Formou-se em medicina pela Universidade Federal de Pernambuco em 1963 e exerceu a sua profissão até 1974 como cirurgião-chefe do Hospital Agamenon Magalhães em Recife.

## Carreira política
Iniciou sua vida política em 1974, quando se filiou à ARENA em plena ditadura militar, permanecendo até se filiar ao PDS (partido político que a sucedeu no apoio ao regime) em 1980. Em 1985, durante o processo de redemocratização, filiou-se ao PFL, onde permaneceu durante a maior parte de sua carreira. Sempre teve o apoio do ex-deputado José Marcos de Lima, com quem mantém uma amizade. Em 2005 filiou-se ao PL.
Durante o governo do presidente Itamar Franco assumiu a presidência da República, como substituto constitucional, por nove vezes entre os anos 1993 a 1994, porque era presidente da Câmara Federal e substituto imediato do presidente, uma vez que o cargo de vice-presidente da república estava vago desde o afastamento de Fernando Collor de Mello e a posse de Itamar Franco na presidência.
Depois da presidência da Câmara dos Deputados, teve os seguintes cargos que compõem a mesa diretora: 1º Vice-Presidente (1989-1990 e 2003-2005); 2º Vice-Presidente (2007-2009); 1º Secretário (1991-1992 e 2005-2007) e 2º Secretário, (2009-). Por sempre fazer parte da mesa diretora, ganhou o apelido de "deputado guardanapo".
Em 1993, enquanto presidia a Câmara dos Deputados, aprovou a Emenda Constitucional nº 3, que autoriza a famigerada substituição tributária.
Em 2000, Inocêncio foi condecorado com a Ordem do Mérito Militar no grau de Grande-Oficial especial pelo presidente Fernando Henrique Cardoso.

## Sobre o trabalho escravo
O Tribunal Regional do Trabalho da 16ª região, no Maranhão, confirmou a condenação do deputado federal por manter trabalhadores em condição semelhante à de escravo na fazenda Caraíbas, no município de Gonçalves Dias (MA). Ele deverá pagar uma multa que pode chegar a R$ 300 mil.
Na fazenda Caraíbas, em março de 2002, foram libertadas 53 pessoas que eram mantidas como escravos. Posteriormente, o deputado vendeu a propriedade.
Inocêncio havia sido condenado em primeira instância pelo juiz Manoel Lopes Veloso Sobrinho, da Vara do Trabalho de Barra do Corda, interior do Maranhão, após ação do Ministério Público do Trabalho. Na sentença, Manoel Veloso condenou o deputado a abster-se de condutas que viessem a cercear a liberdade dos trabalhadores, bem como a regularizar os contratos e as condições de trabalho dos seus empregados.
Em seguida foi realizado o julgamento do recurso impetrado pelo deputado com pedido indenização por dano moral. Esta ação (nº 611/2002) foi julgada procedente em parte pelo juiz Manoel Veloso, que condenou Inocêncio Oliveira a pagar indenização por dano moral no valor de R$ 530 mil a ser revertido ao Fundo de Amparo ao Trabalhador (FAT).

## Cargos eletivos
- Deputado federal, 1975–1979, ARENA
- Deputado federal, 1979–1983, ARENA
- Deputado federal, 1983–1987, PDS
- Deputado federal, 1987–1991, PFL
- Deputado federal, 1991–1995, PFL
- Deputado federal, 1995–1999, PFL
- Deputado federal, 1999–2003, PFL
- Deputado federal, 2003–2007, PFL
- Deputado federal, 2007–2010, PR
- Deputado federal, 2011–2015, PR